# Saint-Pierre-de-Curtille
Saint-Pierre-de-Curtille település Franciaországban, Savoie megyében. Lakosainak száma 488 fő (2022. január 1.). Saint-Pierre-de-Curtille Brison-Saint-Innocent, Chanaz, La Chapelle-du-Mont-du-Chat, Conjux, Lucey, Ontex és Entrelacs községekkel határos.

## Népesség
A település népessége az elmúlt években az alábbi módon változott:
| Lakosok száma | 473  | 495  | 499  | 491  | 489  | 487  | 488  | 491  | 488  |
|               | 2013 | 2015 | 2016 | 2017 | 2018 | 2019 | 2020 | 2021 | 2022 |